# Aleksandr Wołkow (wojskowy)
Aleksandr Nikitowicz Wołkow (ros. Алекса́ндр Ники́тович Во́лков, ur. 25 marca 1929 w Wałujkach w obwodzie biełgorodzkim, zm. 7 grudnia 2005 w Moskwie) – radziecki dowódca wojskowy, marszałek lotnictwa (1989).

## Życiorys
1948 ukończył Specjalną Szkołę Sił Powietrznych ZSRR w Kursku, a 1951 wyższą uczelnię wojskową, po czym został lotnikiem, starszym lotnikiem i dowódcą klucza w lotnictwie dalszego zasięgu. Od 1956 w KPZR, 1961 ukończył Wojskową Akademię Powietrzną i został zastępcą dowódcy eskadry w lotnictwie dalekiego zasięgu. Od 1963 dowódca eskadry, od 1964 zastępca dowódcy, a od 1966 dowódca pułku ciężkich bombowców lotnictwa dalekiego zasięgu w Moskiewskim Okręgu Wojskowym. 1969-1971 dowódca dywizji lotniczej w Środkowoazjatyckim Okręgu Wojskowym, 1973 ukończył Akademię Sztabu Generalnego i został zastępcą dowódcy, a 1975 dowódcą 6 Samodzielnego Korpusu Lotniczego Ciężkich Bombowców w Moskiewskim Okręgu Wojskowym. Od 1979 dowódca Lotnictwa Wojskowo-Transportowego, od 1986 zastępca głównodowodzącego Sił Powietrznych ZSRR, od maja 1987 minister lotnictwa cywilnego ZSRR, od 15 lutego 1989 marszałek lotnictwa. Od kwietnia 199 członek Grupy Generalnych Inspektorów Ministerstwa Obrony ZSRR, od 1992 na emeryturze. 1984-1989 deputowany do Rady Najwyższej ZSRR. 
Pochowany na Cmentarzu Trojekurowskim w Moskwie.

## Odznaczenia i wyróżnienia
- Order Lenina
- Order Czerwonego Sztandaru
- Order Czerwonej Gwiazdy
- Order „Za służbę Ojczyźnie w Siłach Zbrojnych ZSRR” III klasy
- Medal jubileuszowy „Dwudziestolecia zwycięstwa w Wielkiej Wojnie Ojczyźnianej 1941–1945”
- Medal jubileuszowy „40 lat Sił Zbrojnych ZSRR”
- Medal 100-lecia urodzin Lenina
- Medal „Za nienaganną służbę” I klasy
- Medal „Za nienaganną służbę” II klasy
- Medal „Za nienaganną służbę” III klasy
- Tytuł Zasłużonego Lotnika Wojskowego ZSRR (1974)